# X (együttes)
Az X (kiejtése: eksz) egy amerikai, népszerű és kultikus punk együttes, amely a kaliforniai punk színtér egyik zenekara. Jelenlegi tagok: John Doe, Billy Zoom, Exene Cervanka és D.J. Bonebrake. 1977-ben alakultak meg Los Angelesben. Első két albumuk a punk rock stílusban készült, a harmadik albumuktól kezdve viszont áttértek a rock, illetve alternatív rock műfajokra. A negyedik albumuk, a "More Fun in the New World" volt az utolsó punk rock hangzású lemezük. Az X Wild Gift című albuma szerepel az 1001 lemez, amelyet hallanod kell, mielőtt meghalsz című könyvben. A 2020-as "Alphabetland" albumukkal a zenekar visszatért a punk rock stílushoz.

## Diszkográfia/Stúdióalbumok
- Los Angeles (1980)
- Wild Gift (1981)
- Under the Big Black Sun (1982)
- More Fun in the New World (1983)
- Ain't Love Grand! (1985)
- See How We Are (1987)
- Hey Zeus! (1993)
- Alphabetland (2020)[1] [2]